# Highlander: Juego Final
Highlander: Endgame es la cuarta entrega fílmica de la saga de Highlander. A diferencia de las anteriores películas, esta da mayor protagonismo a Duncan, dejando a Connor con un menor número de apariciones. En relación con la trilogía previa, debe considerarse una versión alternativa al desenlace presentado en ellas ya que su final desestima a Connor como ganador del premio.

## Trama
La película inicia con un flashback, 10 años antes del "presente", cuando Duncan y Connor se reúnen en Nueva York para discutir acerca de sus vidas. Después de que se separen, Connor se retira a su tienda de antigüedades; sin embargo, antes de que pueda llegar, su hija adoptiva Rachel (a quien Connor adoptó durante la Segunda Guerra Mundial; ahora una anciana) responde una llamada telefónica y el edificio estalla. Connor queda devastado mientras una figura anónima que calza zapatillas adornadas con cruces observa el evento.
Diez años más tarde, en el "presente", Duncan ha estado buscando a Connor por años. Un sueño lo lleva a investigar una locación abandonada en la ciudad donde se encuentra con un grupo de Inmortales que lo atacan sin razón aparente. Uno de ellos es Jin-Ke un honorable y antiguo inmortal de Asia que al pelear a mano con Duncan reconoce respetarlo como guerrero, junto a él también encuentra Faith, una antigua esposa de Duncan, quien anteriormente se llamara Kate y ahora lo odia por haberla convertido en inmortal contra su voluntad. El líder de ellos resulta ser Jakob Kell quien revela a Duncan que lo quiere ver sufrir, siendo ultimado a disparos por uno de los inmortales del grupo de Kell; Duncan es rescatado y llevado lejos del lugar por una escuadra de Vigilantes quienes tienen planeado encerrarlo eternamente para que así Jakob Kell no consiga el Premio pero finalmente es rescatado por su amigo Joe Dawson.
Dawson revela a Duncan la identidad de Kell, y le informa que su marca es de 661 cabezas cortadas, el triple que cualquier otro Inmortal (ni Duncan (174) ni Connor (262) han alcanzado las 300). Se revela también que "El Santuario", una locación donde pueden escapar los Inmortales que no desean pelear por el Premio, viviendo en un coma inducido, ha sido atacado y todos los inmortales allí decapitados. Joe cree que Connor estaba entre ellos pero Duncan descubre que aunque estaba allí no ha muerto, y sale a solas para encontrarse con él en un cementerio. Allí ambos confrontan a Kell y éste fuerza a Connor a revelar a su primo la relación entre ambos.
Connor relata que el padre adoptivo de Kell, un sacerdote fanático, decidió asesinar a la madre de Connor en la hoguera por considerarla gestora de un demonio (Connor). Al escapar de su encierro, Connor encontró el cuerpo de su madre en la hoguera, furioso asesina al sacerdote, eliminando a varias personas en el camino incluyendo al mismo Jakob, quien entonces se convirtió en un Inmortal. 
Desde entonces, Jakob ha estado persiguiendo a Connor y haciendo su vida miserable a lo largo de los siglos. Su objetivo no es matarlo, sino a cualquiera por quien demuestre aprecio. Rachel fue su última víctima, y Jakob esperaba eliminar también a Duncan para causarle aún más sufrimiento, pero Connor desapareció (diez años atrás), y le tomó ese tiempo a Jakob descubrir que se había refugiado en el Santuario. Jakob invadió el lugar, asesinó tanto a Inmortales como a Vigilantes, dejando solamente a Connor con vida para perpetuar su sufrimiento.
Duncan logra reunirse con Faith, quien a pesar del odio que le demuestra, no puede ocultar que aún lo ama, pero aun así, decide seguir apoyando a Jakob, por lo que vuelve con sus camaradas. Posteriormente Jakob organiza una reunión con sus hombres; en ella Jin-ke comenta a Faith que Jakob no es de confianza y que ellos pronto dejara de serle de utilidad. Al final de la reunión Jakob los ataca y decapita uno a uno para robar su poder.
Connor se siente incapaz de luchar y culpable por la vida que tanto él como Jakob han llevado, así como por las personas amadas que ha perdido. Además es consciente de que tras diez años confinado en el Santuario aún posee un tremendo poder, pero no la condición física para usarlo. En ese estado, reta a Duncan a un combate final, y lo fuerza a utilizar un movimiento "invencible" que él mismo le había enseñado. Así, Duncan lo mata y obtiene su poder como fuera la intención de Connor, para así darle el poder combinado suficiente para enfrentar a su enemigo.
Después de esto, Duncan reta a Jakob en un combate final pero aún no es rival para él, sin embargo este se niega a matarlo explicándole que ya que ha matado a Connor será a él a quien a partir de ahora acose y despoje de sus seres queridos. Un francotirador de los Vigilantes trata de intervenir el combate eliminando a Duncan, ya que pertenece a una facción de Vigilantes que cree que así acabarán las masacres de Jakob; pero Joe Dawson nuevamente interviene y detiene al francotirador. Duncan escapa rendido a unas instalaciones siderúrgicas donde se recupera lentamente y empieza a atacar usando una estrategia diferente, creando distracciones a su alrededor para Jakob. Con la ayuda del espíritu de Connor, finalmente Duncan logra decapitar a Jakob Kell y terminar con su amenaza.
Acabado el conflicto, Duncan descubre que Faith aún está viva, ella explica que Jin-Ke antes de morir logró ponerla a salvo gracias a lo cual pudo escapar. Al final de la película, Duncan lleva el cuerpo de Connor para enterrarlo en Escocia junto al de su primera mujer, Heather.

## Reparto
- Adrian Paul como Duncan MacLeod.
- Christopher Lambert como Connor MacLeod.
- Bruce Payne como Jacob Kell.
- Lisa Barbuscia como Kate Devaney MacLeod / Faith.
- Donnie Yen como Jin Ke.
- Jim Byrnes como Joe Dawson.
- Peter Wingfield como Methos.
- Damon Dash como Carlos Dash.
- Beatie Edney como Heather MacDonald MacLeod.
- Sheila Gish como Rachel Ellenstein.
- Oris Erhuero como Winston Erhuero.
- Ian Paul Cassidy como Cracker Bob.
- Adam Copeland como Lachlan.
- June Watson como Caiolin MacLeod.
- Donald Douglas como el Padre Rainey.
- Doug Aarniokoski como Kirk.

## Versión del Director
La Versión del Director (más estrictamente "Versión del Productor") de Highlander: Juego Final incluye algunos cambios respecto de la película original, en particular los más importantes son algunas escenas editadas, una banda sonora diferente, y un final alternativo donde la esposa de Duncan, Kate, quien se había unido a Kell y supuestamente se había vuelto una de sus víctimas, revela a Duncan que está aún viva.

## Tráiler
En el tráiler de la película muestran varias escenas donde muestran a Kell utilizando habilidades místicas [cita requerida] (como parar una espada en el aire con una especie de campo de fuerza, la clonación de sí mismo y la creación de un orbe donde Connor grita en su interior) y también se muestran a Connor y Duncan saliendo de una especie de portal. Ninguna de estas escenas aparece en ninguna versión de la película, y las imágenes sólo se ve en el tráiler. No hay explicación de la naturaleza de estas escenas, esta pregunta nunca ha sido respondida por los productores ni por el estudio de cine, aunque desde entonces se ha puesto de manifiesto que estas escenas no fueron pensados para ser incluidos en cualquier corte final de la película, que se rodaron exclusivamente para su tráiler. En el guion original que se puede consultar en línea no se hace mención de las habilidades mágicas de Kell.

## Recepción

### Taquilla
| \| País \| Recaudación[1] \| \| -------------- \| -------------- \| \| Estados Unidos \| $12 811 858 \| \| Alemania \| $350 112 \| \| Australia \| $140 478 \| \| Austria \| $51 420 \| |             |
| País | Recaudación |
| Estados Unidos | $12 811 858 |
| Alemania | $350 112    |
| Australia | $140 478    |
| Austria | $51 420     |